# 幸田町立図書館
幸田町立図書館（こうたちょうりつとしょかん）は、愛知県額田郡幸田町にある公共図書館。幸田町立図書館、幸田町民開館、幸田町民プールを併せ持つハッピネス・ヒル・幸田の一角にあり、ハッピネス・ヒル・幸田は2006年度（平成18年度）から幸田町文化振興協会が指定管理者として管理運営を行っている。
1996年（平成8年）1月5日に開館した。JR東海道線幸田駅から車で5分の場所にあり、幸田町役場や幸田駅などからコミュニティバスであるえこたんバスが運行されている。2018年度（平成27年度）末の蔵書数は213,238点、2018年度の貸出数は417,729点だった。幸田町の2017年10月1日時点の人口は41,030人であり、住民1人当たり貸出数は10.2冊だった。

## 歴史

### 幸田町立文庫(1977-1996)

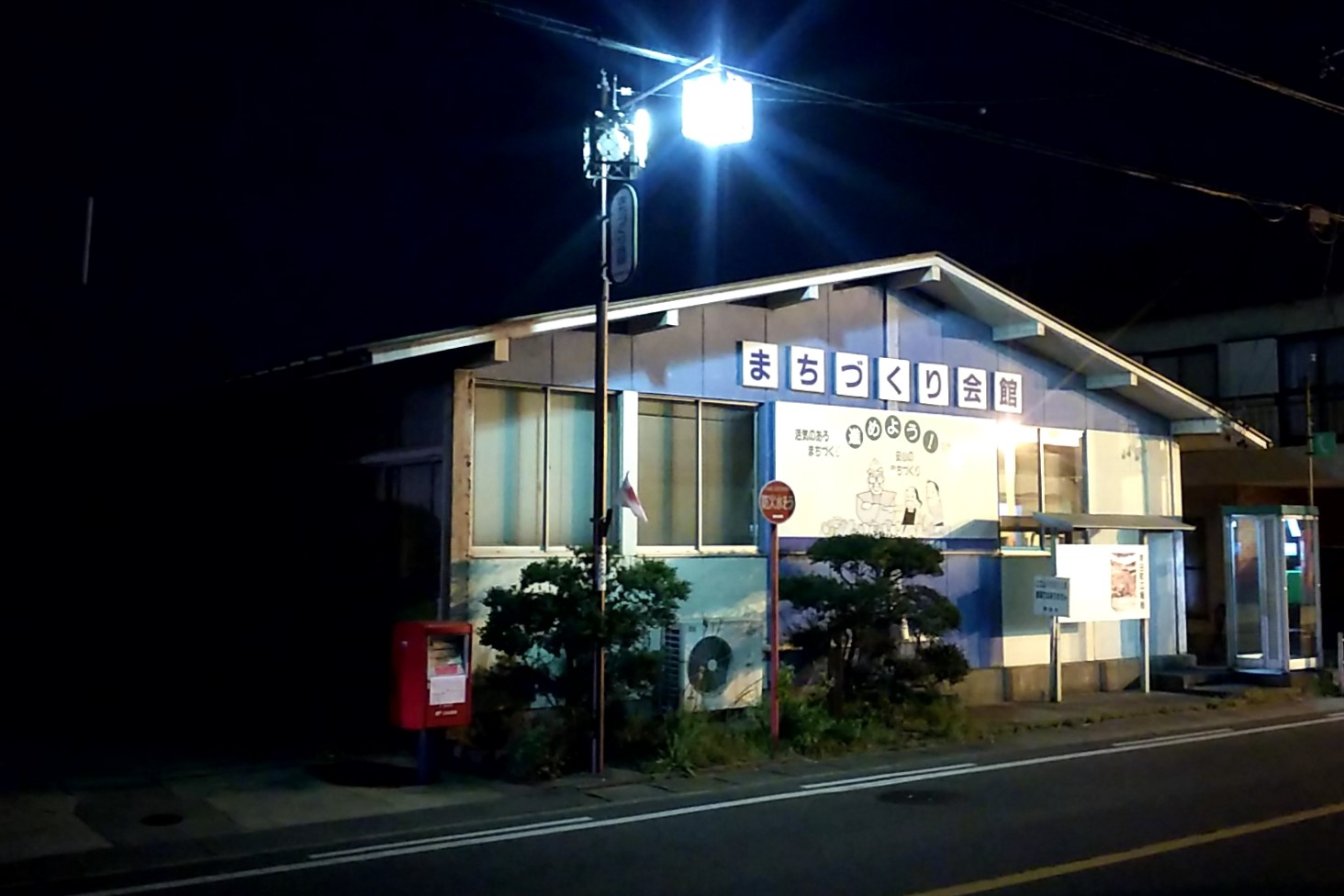
旧幸田郵便局を改修した幸田町立文庫

額田郡幸田町民からはかねてより図書館建設の要望があった。1977年（昭和52年）4月に幸田郵便局が新築移転したのを機に、幸田町は郵政省から3387万円で敷地と局舎の払い下げを受けた。旧幸田郵便局の建物の内部を少し改修し、同年11月3日には幸田町大字菱池字錦田3・4に幸田町立文庫が開設された。赤い屋根の平屋建であり、延床面積は約200m2。JR東海道線幸田駅から北に徒歩5分、幸田駅前通りと東海道線の線路の間にあった。
館内には20席がある閲覧室と12畳の和室が設けられたが、狭いため館内閲覧よりも館外貸出を主体とする図書室だった。幸田町立文庫の1979年度の蔵書数は約19,800冊、貸出冊数は16,303冊、入館者数は20,444人だった。1984年度の蔵書数は約23,700冊、貸出冊数は23,820冊、入館者数は12,348人だった。1986年（昭和61年）に策定された第3次幸田町総合計画では、「規模的にこれ以上の充実が困難となっており、図書館の整備とともに地区集会施設などへの蔵書の充実、学校施設の一般開放についても検討する必要がある」としている。
1995年（平成7年）4月時点の蔵書数は39,153冊であり、1994年度には1,363冊を購入している。1994年度の入館者数は9,472人、貸出冊数は12,423冊だった。1995年時点の開館時間は平日が「9時30分-18時15分」、土日が「9時30分-16時30分」であり、休館日は月曜・木曜・祝日だった。1995年時点の蔵書数は約39,000冊であり、子どもを連れた母親の利用が多かったため、絵本や小説を多くそろえていた。1995年8月16日には図書の貸出を終了。図書館への移転準備のために、8月30日をもって幸田町立文庫は閉館・廃止された。幸田町立文庫には18年間で計約20万人が入館した。
幸田町は筆柿の産地として知られる緑豊かな町だが、デンソー幸田製作所やソニーグローバルマニュファクチャリング&オペレーションズ幸田サイトなどが進出して人口増加や都市化が進行した。幸田町は1987年（昭和62年）4月1日に町民会館（仮称）建設検討委員会を発足させ、後に図書館の建設計画が加えられた。1992年（平成4年）に図書館の基本構想設計競技の契約を行い、1993年（平成5年）7月に実施設計契約を行った。1994年（平成6年）7月4日に図書館の建設に着工し、1995年（平成7年）9月30日に完工した。図書館の総工費は約9億円。この間の1995年6月には、幸田町議会で図書館条例を制定している。
なお、2019年（令和元年）時点では幸田町国際交流協会が幸田町立文庫の建物を使用している。

### 幸田町立図書館(1996-)

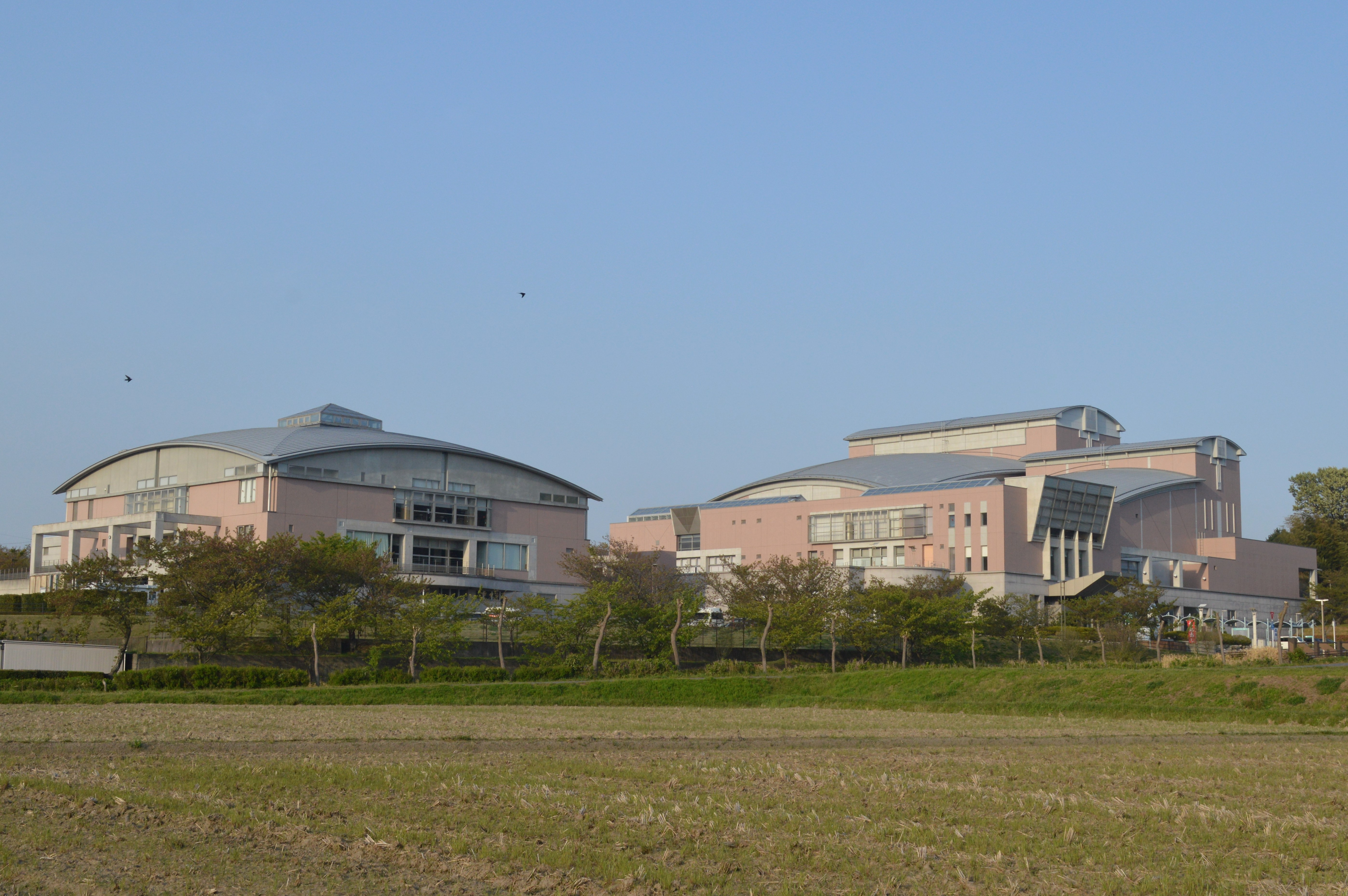
幸田町立図書館（左）と幸田町民会館（右）

ハッピネス・ヒル・幸田を構成する幸田町民会館と幸田町民プールの開館に先駆けて、1996年（平成8年）1月5日に幸田町立図書館が開館した。開館時の蔵書数は約47,000冊であり、開館当時の開館時間は「9時-17時」だった。開館当初からコンピュータを導入しており、図書の貸出・返却・利用者登録などに用いている。延床面積は2,970m2であり、図書館の単独施設としては愛知県で8番目の規模だった。開館を記念して、ギャラリー（現在の児童書架）では幸田町の「ふるさと町民」であり洋画家の中根寛（東京芸術大学名誉教授）の展覧会が開催された。開館した1月5日から3月末までの約3か月間で、利用者数は20,362人、貸出数は43,918冊だった。
1997年（平成9年）4月には、岡崎市・額田郡額田町在住者に対する広域相互直接貸出制度を開始した。同年6月にはボランティアによる「おはなし会」の定期開催を開始し、同年7月には1996年度の図書館年報（第1号）を発行した。1996年8月30日には図書館の東側に幸田町民会館が、1998年（平成10年）7月2日には町民会館の東側に幸田町民プールが開館しており、これによってハッピネス・ヒル・幸田の3施設すべてが開館した。
開館後の1996年7月からは図書館広報誌『こうたLIBRARY』の発行を行っていたが、1999年（平成11年）4月には『広報こうた』に図書館情報ページが加えられたことにより、単独の図書館広報誌の発行を終了している。2000年（平成12年）3月にはハッピネス・ヒル・幸田の3施設の組織統合がなされ、図書館法に基づく図書館協議会が廃止されている。2001年（平成13年）1月には図書館電算システムを更新し、3月にはハッピネス・ヒル・幸田のウェブサイトを開設した。4月には祝日開館を開始している。
2002年（平成14年）7月には広域貸出制度を蒲郡市・西尾市・幡豆郡吉良町・幡豆郡幡豆町在住者に拡大した。開館から8年半が経った2004年9月には、延べ入館者数が100万人を超えた。2006年（平成16年）1月には図書館電算システムを更新し、2月には利用者用インターネット端末を設置したほか、同年3月には図書のインターネット予約を開始した。
2006年4月には幸田町がハッピネス・ヒル・幸田の3施設に指定管理者制度を導入し、幸田町文化振興協会を指定管理者に指定した。2007年3月には自動貸出機を設置し、同年4月には開館時間を「9時-17時」から「9時-19時」に変更した。2010年（平成22年）3月には幸田町立図書館・蒲郡市立図書館（蒲郡市）・愛知工科大学附属図書館（蒲郡市）の3図書館が相互協力協定を締結しており、3図書館は図書の貸借や文化事業の共催などを行っている。2011年（平成23年）4月には再び幸田町文化振興協会を指定管理者に指定した。同4月には文部科学省による「平成23年度子どもの読書活動優秀実践図書館」として文部科学大臣表彰を受けている。
2011年10月には図書館電算システムを更新し、2012年（平成24年）1月にはウェブサイトをリニューアルした。同年3月にはインターネットからの貸出期間延長サービスを開始し、電子メールでの新着図書案内配信サービスを開始した。同年5月には官報情報検索サービスと、中日新聞・東京新聞新聞記事データベースの提供を開始した。

## 利用案内
| 幸田町立図書館の利用案内 | 幸田町立図書館の利用案内                              |
| ------------------------ | ----------------------------------------------------- |
| 開館時間                 | 9時-19時                                              |
| 休館日                   | 月曜日、館内整理日、年末年始、特別整理期間            |
| 冊数・期間               | 図書5冊・視聴覚資料2点まで15日間                      |
| 貸出可能者               | 幸田町在住・在勤・在学者 岡崎市・蒲郡市・西尾市在住者 |

幸田町を縦断する国道248号の東側にハッピネス・ヒル・幸田と呼ばれる施設群があり、国道248号に近い西から順に「思索の森」、幸田町立図書館、幸田町民会館、幸田町民プールと並んでいる。3施設の中でもっともはやく開館したのが幸田町立図書館である。延床面積は2,970.67m2。幸田町立図書館は「人にやさしい施設」を目指しており、身体障害者向けのサービスが充実している。開館当時から音声付きエレベーターを有し、拡大読書器を置いている。また、車いすの来館者にはカード付発信機を渡して職員がサポートしている。
床面積1,369.710m2の1階には閲覧コーナー（児童書書架、休憩・雑誌コーナー、視聴覚コーナー）、おはなしのへや、和室閲覧室、対面朗読室、レストルーム、展示室などがある。床面積1,063.584m2の2階には、閲覧コーナー（一般書書架、ブラウジングコーナー）、特別閲覧室（地域資料）、学習閲覧室（学習室）、会議室などがある。2階にある36席の学習閲覧室にはハイビジョンシアターが設置されており、映像を通じた学習も可能である。1996年（平成8年）の開館時点でハイビジョンシアターを有する図書館はほとんどなかった。
開架・閉架書庫を合わせた蔵書収容能力は15万冊。地域資料を収蔵している特別閲覧室には、戦国期・江戸初期の武将である大久保忠教（大久保彦左衛門）の資料を展示した「彦佐コーナー」などがある。